# Campionato del mediterraneo di scherma 2014
Il Campionato del mediterraneo di scherma del 2014 ("2014 Mediterranean Fencing Championships") è stato organizzato dalla Confederazione europea di scherma e si è svolto a Chiavari in Italia dal 31 gennaio al 2 febbraio.
Nella categoria "juniores" del fioretto, si sono aggiudicati i titoli di campione e campionessa del mediterraneo l'italiano Andrea Sanfilippo, che ha battuto in finale il connazionale Matteo Ciuti, e l'italiana Beatrice Argenti, che ha avuto la meglio sul la connazionale Federica Lava. Nella categoria "cadetti" del fioretto hanno trionfato l'italiano Andrea Funaro, che ha sconfitto in finale il connazionale Davide Filippi, e l'italiana Letizia De Zolt, che ha battuto all'ultimo incontro la connazionale Serena Rossini.
Nella spada il neo-campione e la neo campionessa "juniores" sono stati l'italiano Tomaso Melocchi, che ha battuto in finale il connazionale Gianluca Casaro, e l'italiana Giorgia Pometti, che ha superato la connazionale Alice Clerici. Nella categoria "cadetti" hanno vinto l'italiano Federico Vismara, che ha battuto in finale il rumeno Adrian Dabija, e la magiara Nelli Ladanyi, che ha sconfitto l'italiana Beatrice Cagnin.
Infine, nella competizione di sciabola della categoria "juniores", hanno trionfato l'italiano Marco Lecci, superando il connazionale Eugenio Castello, e l'italiana Rebecca Gargano, che ha sconfitto la connazionale Federica Donati. Nella sciabola "cadetti" hanno vinto il titolo mediterraneo, l'italiano Fabrizio Affede, che ha sconfitto il rumeno D. Tudor Cucu, e l'italiana Chiara Crovari, che ha battuto l'iberica Maria Gomez Hernandez.

## Podi

### Juniores

#### Uomini
| Specialità  | Oro               | Argento          | Bronzo                            |
| Individuali |                   |                  |                                   |
| Fioretto    | Andrea Sanfilippo | Matteo Ciuti     | Michele Del Macchia Tayga Yuvacan |
| Spada       | Tomaso Melocchi   | Gianluca Casaro  | Adrian Dabija Milos Milic         |
| Sciabola    | Marco Lecci       | Eugenio Castello | Iulian Teodosiu Enver Yildirm     |

#### Donne
| Specialità  | Oro              | Argento         | Bronzo                                 |
| Individuali |                  |                 |                                        |
| Fioretto    | Beatrice Argenti | Federica Lava   | Malina Calugareanu Malak Shaito        |
| Spada       | Giorgia Pometti  | Alice Clerici   | Isabella Signani Zsofia Partos         |
| Sciabola    | Rebecca Gargano  | Federica Donati | Maria Gomez Hernandez Fatma Zehra Kose |

### Cadetti

#### Uomini
| Specialità  | Oro              | Argento        | Bronzo                                  |
| Individuali |                  |                |                                         |
| Fioretto    | Andrea Funaro    | Davide Filippi | Riccardo Baleani Luis Alfonso DelBergue |
| Spada       | Federico Vismara | Adrian Dabija  | Cosimo Martini Lorenzo Salemi           |
| Sciabola    | Fabrizio Affede  | D. Tudor Cucu  | Alp Ege Koc Flavio Maria Tricarico      |

#### Donne
| Specialità  | Oro             | Argento               | Bronzo                           |
| Individuali |                 |                       |                                  |
| Fioretto    | Letizia De Zolt | Serena Rossini        | Carlotta Franzoni Andrea Breteau |
| Spada       | Nelli Ladanyi   | Beatrice Cagnin       | Jana Grijak Kinga Nagy           |
| Sciabola    | Chiara Crovari  | Maria Gomez Hernandez | Abik Boungab Fatma Zehra Kose    |

## Medagliere
| Pos.   | Nazione  | Oro | Argento | Bronzo | Totale |
| ------ | -------- | --- | ------- | ------ | ------ |
| 1      | Italia   | 11  | 9       | 7      | 27     |
| 2      | Ungheria | 1   | 0       | 2      | 3      |
| 3      | Romania  | 0   | 2       | 3      | 5      |
| 4      | Spagna   | 0   | 1       | 3      | 4      |
| 5      | Turchia  | 0   | 0       | 5      | 5      |
| 6      | Serbia   | 0   | 0       | 2      | 2      |
| 7      | Algeria  | 0   | 0       | 1      | 1      |
| 7      | Libano   | 0   | 0       | 1      | 1      |
| Totale | Totale   | 12  | 12      | 24     | 48     |